# 錦織義継
錦織 義継（にしごり よしつぐ）は、鎌倉時代初期の武将。

## 経歴
近江の人。弓馬、相撲を能くした。承久3年（1221年）承久の乱では上皇方に属し、6月2日に美濃墨俣に出陣する。しかし敗走し、6月19日、北条泰時の居所に討ち入るが、佐野基綱らに手足を斬られ没した。